# Východní Antarktida

Východní Antarktida je vpravo

Východní Antarktida, angl. East Antarctica, je označení pro část oblasti Antarktidy východně od Weddellova moře a západně od Rossova moře, která je od zbylé zhruba třetiny kontinentu, Západní Antarktidy, oddělena Transantarktickým pohořím.
Název je odvozen od skutečnosti, že skoro celá leží na východní polokouli. Na západní polokouli z ní leží pouze Coatsova země a část země královny Maud západně od nultého poledníku. Část Rossova šelfového ledovce zasahující na východní polokouli se naopak do Východní Antarktidy už nepočítá. Další velké oblasti Východní Antarktidy jsou Enderbyova země, MacRobertsonova země, Americká vysočina, Wilkesova země, Adélina země a Viktoriina země.
Celá Východní Antarktida má rozlohu přes osm miliónů čtvereční kilometrů.